# Hossegor Challenger 1990
L'Hossegor Challenger 1990 è stato un torneo di tennis facente parte della categoria ATP Challenger Series nell'ambito dell'ATP Challenger Series 1990. Il torneo si è giocato a Hossegor in Francia dal 3 al 9 settembre 1990 su campi in terra rossa.

## Vincitori

### Singolare
Rodolphe Gilbert ha battuto in finale  Ronald Agénor con il punteggio di 6–4, 6–4

### Doppio
Marcos Górriz /  Marcelo Ingaramo hanno battuto in finale  Eduardo Bengoechea /  Eduardo Masso con il punteggio di 7–5, 6–2